# Thierry Masschelein
Thierry Masschelein (né le 2 juillet 1973 à Menin) est un coureur cycliste belge, actif dans les années 1990 et 2000.

## Biographie
Après sa carrière cycliste, il devient directeur d'un centre commercial en Belgique,. 

## Palmarès
- 1995
  - 5e étape du Circuit des plages vendéennes[3]
- 1996
  - Grand Prix de Saint-Hilaire-du-Harcouët
  - 1re étape des Trois Jours de Rennes[4]
  - Ronde mayennaise
  - 3e du Circuit des Matignon
- 1998
  - 3e du championnat de Belgique sur route amateurs
- 1999
  - Champion de Flandre-Occidentale sur route
  - 3e de Gand-Staden
- 2000
  - Champion de Flandre-Occidentale sur route
  - 2e étape des Deux Jours du Gaverstreek
- 2001
  - 3e du Grand Prix Briek Schotte